# 鮑彪
鲍彪（1091年—？），字文虎。宋代缙云（今浙江缙云县）人。

## 生平
元祐六年（1091年）出生。建炎二年（1128年）進士。歷任太常丞任文荐博士。紹興二十六年（1156年），以太學博士累遷司封員外郎。官至左宣教郎守尚书司封员外郎。紹興三十年，告老归里，赐赠五品服致仕。精於史學。曾替《战国策》做注，“四易其稿始成”。又有《书解》、《杜诗注》等。